# Schloss Enn
Das Schloss Enn (auch Burg Enn) erhebt sich auf einem Hügel in der Südtiroler Gemeinde Montan in der Nähe von Bozen.

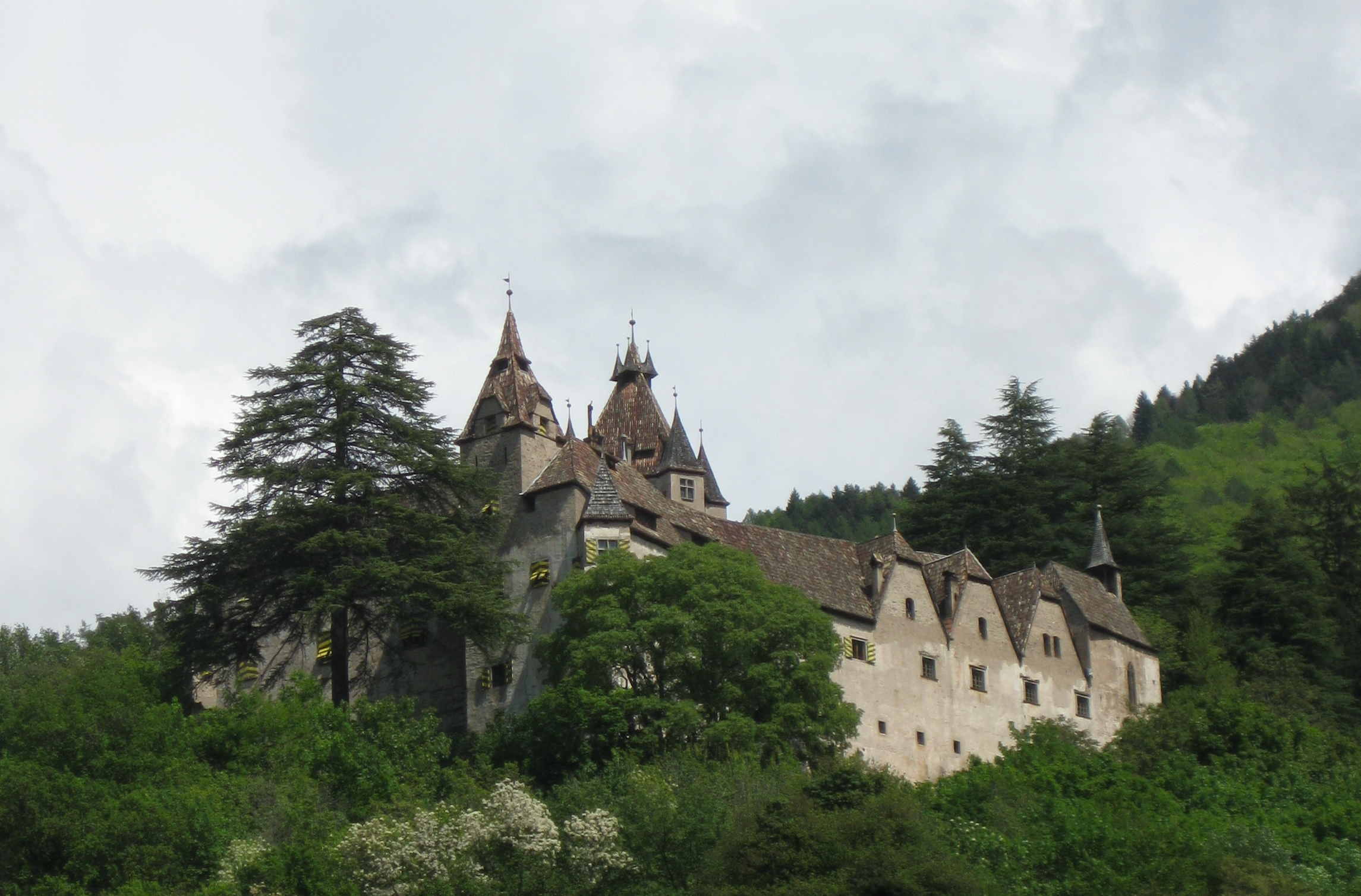
Schloss Enn

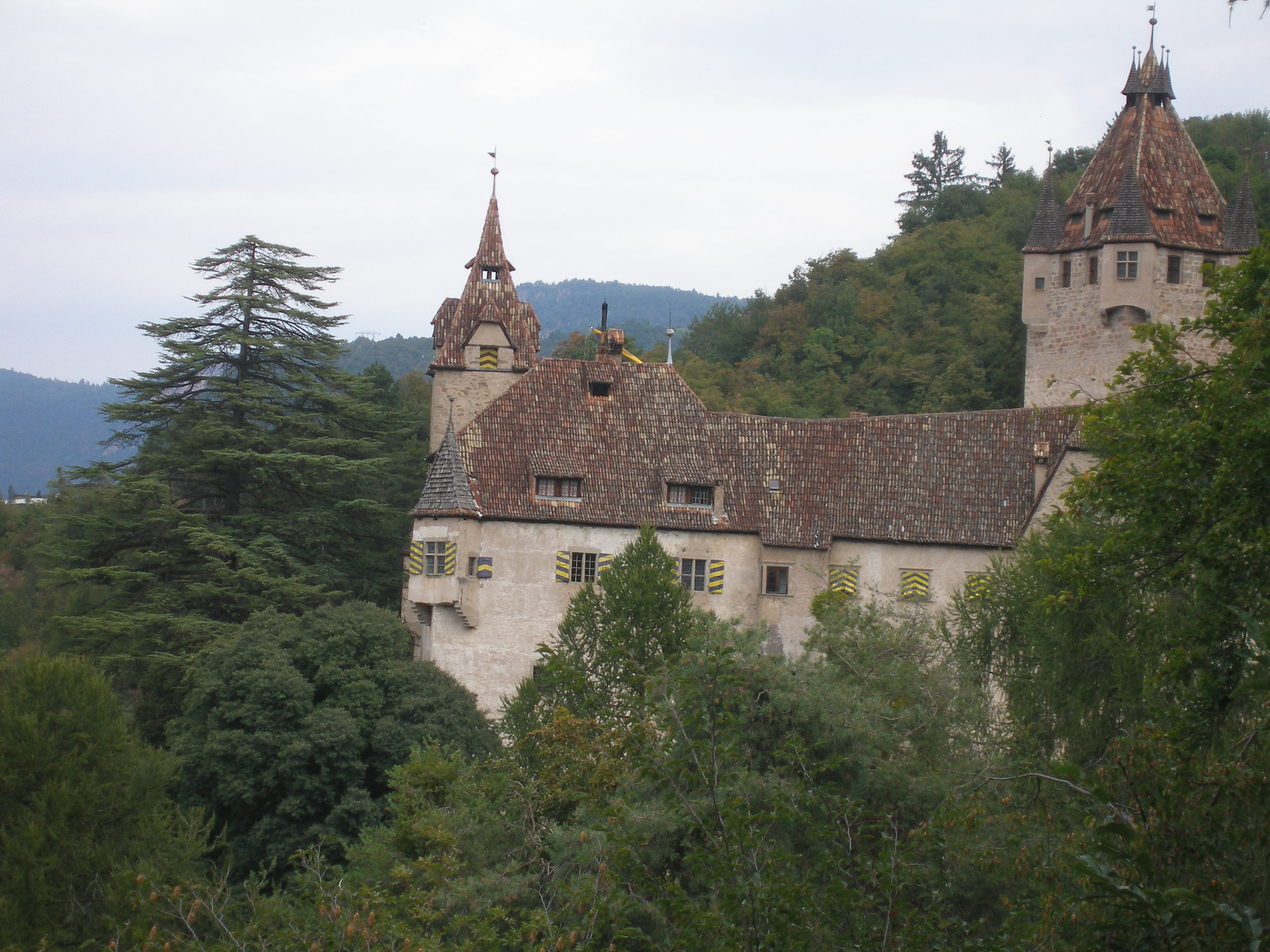
Schloss Enn

Erbaut wurde die Burg, die heute die Dorfansicht Montans dominiert, durch die Edelfreien von Enn vermutlich im 13. Jahrhundert; diese Datierung beruht auf Analysen des Mauerwerks, da der Erbauungszeitraum urkundlich nicht fassbar ist. Frühere Nennungen, etwa aus dem 12. Jahrhundert, von Burgen im Gebiet (der) Enn wurden zwar in älterer Literatur mitunter auf das heutige Schloss Enn bezogen, die neuere Forschung identifiziert diese inzwischen jedoch eher mit Kaldiff und fallweise Castelfeder. Ende des 13. Jahrhunderts mussten die Herren von Enn die Burg und das damit verbundene Gericht an die Grafen von Tirol abgeben, die hier tirolische Pfleger und Richter einsetzten, unter ihnen Gottschalk (Gottschlin) von Bozen in den Jahren 1299–1334. Dieser ließ 1321 mit Konsens des Landesfürsten zehn Höfe in Altrei anlegen, wodurch auch dieser Bereich in den Gerichtssprengel von Enn und Kaldiff gelangte.

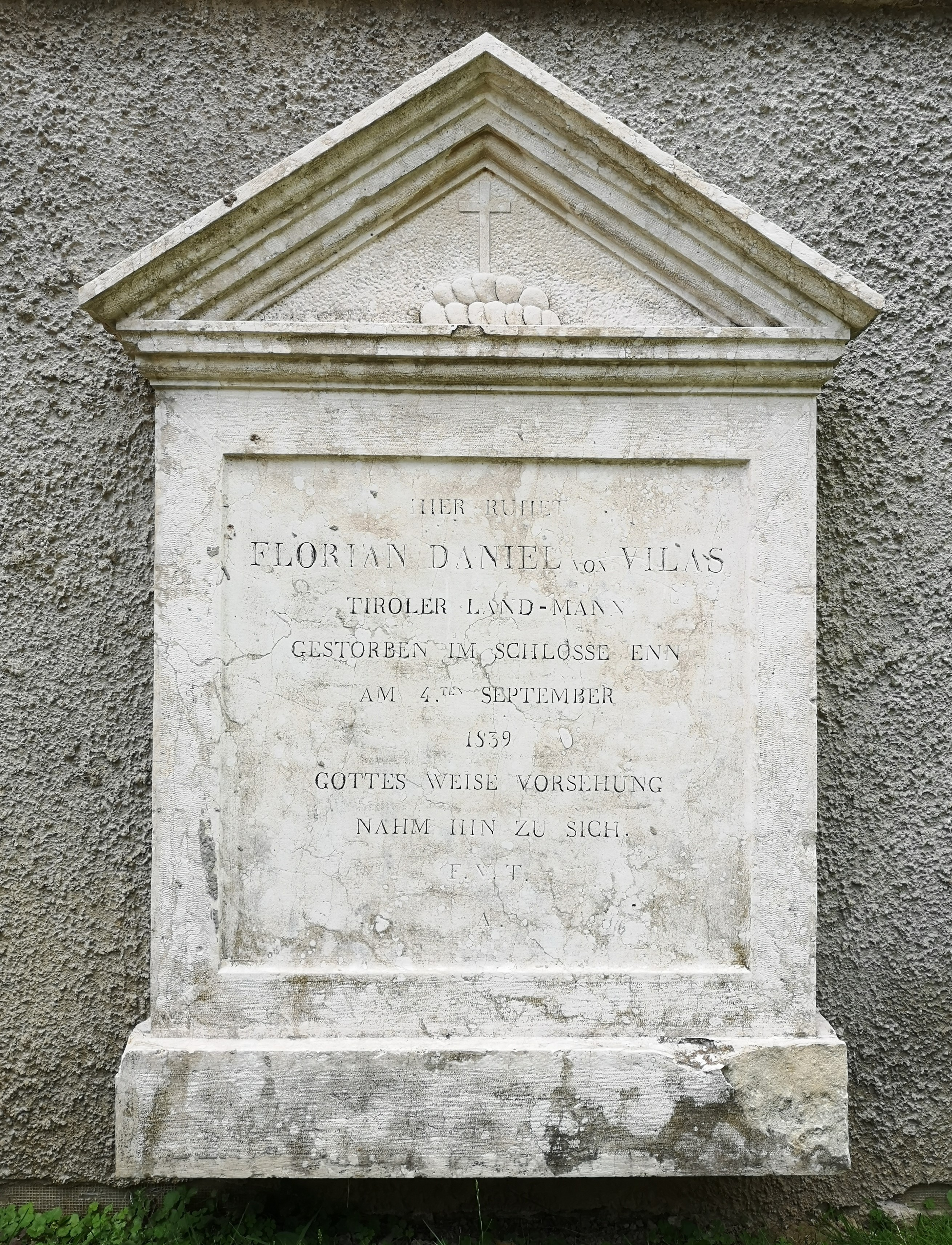
Das Epitaph des 1839 auf Schloss Enn verstorbenen Florian Daniel von Vilas im Friedhof Montan

Die Burg wechselte im Laufe der Zeit häufig seine Eigentümer, bis sie im Jahr 1648 durch landesfürstliche Verlehnung an den Venezianer Pietro Zenobio gelangte, zugleich mit der Haderburg samt Salurn, Kaldiff und Schloss Königsberg. Gegen diese Lehnsvergabe an eine einflussreiche Familie des „Erbfeinds“ Republik Venedig, bei denen der Tiroler Landesfürst Kredit aufgenommen hatte, gab es großen Protest im Tiroler Adel. Das Anwesen befindet sich nach wie vor im Besitz der Nachfahren der genannten Patrizierfamilie, Rubin de Cervin Albrizzi, die es in den 1880er Jahren vom Architekten Otto Schmid im neugotischen Stil restaurieren ließen. Das Schloss kann nicht besichtigt werden.
Auf Schloss Enn befindet sich das mit seinen Beständen bis in das 15. Jahrhundert zurückreichende Enner Schlossarchiv, das derzeit jedoch partiell in das in Venedig befindliche Familienarchiv Zenobio-Albrizzi verbracht ist.
Einmal pro Jahr veranstaltet die Musikkapelle Montan im August auf Schloss Enn ein Konzert, zu dem besonders viele Besucher nach Montan kommen, da die Atmosphäre der Anlage einmalig und dies die einzige Gelegenheit ist, das Schloss zu besichtigen.